# Borislavți, Haskovo
Borislavți (în bulgară Бориславци) este un sat în comuna Madjarovo, regiunea Haskovo,  Bulgaria. 

## Demografie
Componența etnică a satului Borislavți
     Bulgari (98,55%)
     Nicio identificare (1,44%)
     Altele (0%)
La recensământul din 2011, populația satului Borislavți era de 208 locuitori. Din punct de vedere etnic, majoritatea locuitorilor (98,55%) erau bulgari. Pentru 1,44% din locuitori nu este cunoscută apartenența etnică.